# Serianus dolosus
Serianus dolosus es una especie de arácnido del orden Pseudoscorpionida de la familia Olpiidae.

## Distribución geográfica
Se encuentra en Nuevo México (Estados Unidos).